# مسجد الشيخ زايد (فلسطين)
مسجد الشيخ زايد بن سلطان آل نهيان كان من ضمن المساجد التي تم استهدافها من قبل القوات الإسرائيلية خلال عملية مجزرة غزة ديسمبر 2008 المنفذة ضد قطاع غزة المحاصر منذ حزيران 2007. من المساجد الأخرى التي تم استهدافها مسجد عماد عقل و الذي ذهب ضحية استهدافه 5 شقيقات فلسطينيات.